# Vassiolios Kitsoulis
Vassiolios Vasilis Kitsoulis es un jugador profesional de baloncesto de nacionalidad griega.

## Biografía
Nació el 3 de junio de 1983, mide 2,04 metros y ocupa la posición de Ala-pívot. 
Se formó en las categorías inferiores del PAOK Salónica BC y ha sido internacional sub-20 con Grecia.
Mediada la temporada 2007-08 ficha por el Cáceres 2016 para suplir la baja del pivot hispano-brasileño Sidao Santana que firmó inesperadamente un contrato por el Tarragona 2016. Al conjunto extremeño llegó proveniente del Pizza Express Primetel Apollon de la división A de Chipre, donde hasta su marcha promedió 17.5 puntos y 4.5 rebotes por partido. La temporada anterior había jugado en la liga macedonia.